# San José de Piedra Blanca
Pour les articles homonymes, voir San José et Piedra Blanca.
San José de Piedra Blanca ou San José de Fray Mamerto Esquiú (en hommage au frère mineur argentin Mamerto Esquiú, natif de la ville, devenu évêque de Cordobà), également appelée simplement Piedra Blanca, est une ville de la province de Catamarca et le chef-lieu du département de Fray Mamerto Esquiú en Argentine.
La ville fait partie de l'agglomération urbaine de San Fernando del Valle de Catamarca, la capitale provinciale.